# Озліїв
Озлі́їв — село в Україні, у Млинівській селищній громаді Дубенського району Рівненської області. Населення становить 262 осіб.

## Географія
Село розташоване на правому березі річки Ікви.

## Населення

### Мова
Розподіл населення за рідною мовою за даними перепису 2001 року:
| Мова       | Кількість | Відсоток |
| ---------- | --------- | -------- |
| українська | 260       | 99.24%   |
| російська  | 2         | 0.76%    |
| Усього     | 262       | 100%     |

## Історія
У 1906 році село Млинівської волості Дубенського повіту Волинської губернії. Відстань від повітового міста 15 верст, від волості 3. Дворів 48, мешканців 340.
7 (20) листопада 1917 року, відповідно до Третього Універсалу Української Центральної Ради, увійшло до складу Української Народної Республіки.
З 2016 року належить до Млинівської селищної громади.
12 червня 2020 року, відповідно до розпорядження Кабінету Міністрів України № 722-р від «Про визначення адміністративних центрів та затвердження територій територіальних громад Рівненської області», увійшло до складу Млинівської селищної громади.
19 липня 2020 року, в результаті адміністративно-територіальної реформи та ліквідації Млинівського району, село увійшло до складу Дубенського району.

## Персоналії
Жуков Іван Всеволодович — український військовик, учасник російсько-української війни.